# Wasserball-Europameisterschaft
Die Wasserballeuropameisterschaft ist ein von der Ligue Européenne de Natation (LEN) derzeit im Zweijahresrhythmus ausgetragenes europaweites Turnier im Wasserball. Der offizielle Name lautet European Water Polo Championship. Das Turnier wurde erstmals 1926 für Männer und 1985 für Frauen veranstaltet. Die 1. Frauen-EM wurde 1985 abseits der Schwimm-EM in einem eigenen Turnier in Oslo ausgetragen.
Die Wasserballeuropameisterschaft war bis einschließlich 1997 Teil der Schwimmeuropameisterschaften und erhielt ab 1999 einen eigenen, unabhängigen Rahmen. Seit 1987 finden die Titelkämpfe der Männer und Frauen gemeinsam an einem Ort statt, wobei seit 2010 jeweils sämtliche Spiele in einer gemeinsamen Arena stattfinden.

## Europameisterschaften der Männer
| Jahr | Austragungsort                           | Gold                       | Silber                          | Bronze                     |
| ---- | ---------------------------------------- | -------------------------- | ------------------------------- | -------------------------- |
| 1926 | Budapest, Ungarn                         | Ungarn                     | Schweden                        | Deutsches Reich            |
| 1927 | Bologna, Italien                         | Ungarn                     | Frankreich                      | Belgien                    |
| 1931 | Paris, Frankreich                        | Ungarn                     | Deutsches Reich                 | Österreich                 |
| 1934 | Magdeburg, Deutsches Reich               | Ungarn                     | Deutsches Reich                 | Belgien                    |
| 1938 | London, Großbritannien                   | Ungarn                     | Deutsches Reich                 | Niederlande                |
| 1947 | Monaco                                   | Italien                    | Schweden                        | Belgien                    |
| 1950 | Wien, Österreich                         | Niederlande                | Schweden                        | Jugoslawien                |
| 1954 | Turin, Italien                           | Ungarn                     | Jugoslawien                     | Italien                    |
| 1958 | Budapest, Ungarn                         | Ungarn                     | Jugoslawien                     | Sowjetunion                |
| 1962 | Leipzig, Deutsche Demokratische Republik | Ungarn                     | Sowjetunion Jugoslawien         |                            |
| 1966 | Utrecht, Niederlande                     | Sowjetunion                | Deutsche Demokratische Republik | Jugoslawien                |
| 1970 | Barcelona, Spanien                       | Sowjetunion                | Ungarn                          | Jugoslawien                |
| 1974 | Wien, Österreich                         | Ungarn                     | Sowjetunion                     | Jugoslawien                |
| 1977 | Jönköping, Schweden                      | Ungarn                     | Jugoslawien                     | Italien                    |
| 1981 | Split, Jugoslawien                       | Bundesrepublik Deutschland | Sowjetunion                     | Ungarn                     |
| 1983 | Rom, Italien                             | Sowjetunion                | Ungarn                          | Spanien                    |
| 1985 | Sofia, Bulgarien                         | Sowjetunion                | Jugoslawien                     | Bundesrepublik Deutschland |
| 1987 | Straßburg, Frankreich                    | Sowjetunion                | Jugoslawien                     | Italien                    |
| 1989 | Bonn, Bundesrepublik Deutschland         | Bundesrepublik Deutschland | Jugoslawien                     | Italien                    |
| 1991 | Athen, Griechenland                      | Jugoslawien                | Spanien                         | Sowjetunion                |
| 1993 | Sheffield, England                       | Italien                    | Ungarn                          | Spanien                    |
| 1995 | Wien, Österreich                         | Italien                    | Ungarn                          | Deutschland                |
| 1997 | Sevilla, Spanien                         | Ungarn                     | BR Jugoslawien                  | Russland                   |
| 1999 | Florenz, Italien                         | Ungarn                     | Kroatien                        | Italien                    |
| 2001 | Budapest, Ungarn                         | BR Jugoslawien             | Italien                         | Ungarn                     |
| 2003 | Kranj, Slowenien                         | Serbien und Montenegro     | Kroatien                        | Ungarn                     |
| 2006 | Belgrad, Serbien                         | Serbien und Montenegro     | Ungarn                          | Spanien                    |
| 2008 | Málaga, Spanien                          | Montenegro                 | Serbien                         | Ungarn                     |
| 2010 | Zagreb, Kroatien                         | Kroatien                   | Italien                         | Serbien                    |
| 2012 | Eindhoven, Niederlande                   | Serbien                    | Montenegro                      | Ungarn                     |
| 2014 | Budapest, Ungarn                         | Serbien                    | Ungarn                          | Italien                    |
| 2016 | Belgrad, Serbien                         | Serbien                    | Montenegro                      | Ungarn                     |
| 2018 | Barcelona, Spanien                       | Serbien                    | Spanien                         | Kroatien                   |
| 2020 | Budapest, Ungarn                         | Ungarn                     | Spanien                         | Montenegro                 |
| 2022 | Split, Kroatien                          | Kroatien                   | Ungarn                          | Spanien                    |
| 2024 | Dubrovnik & Zagreb, Kroatien             | Spanien                    | Kroatien                        | Italien                    |
| 2026 | Belgrad, Serbien                         |                            |                                 |                            |

### Rangliste
| Rang | Nation           | Europameister | Zweiter | Dritter |
| ---- | ---------------- | ------------- | ------- | ------- |
| 1.   | Ungarn           | 13            | 7       | 6       |
| 2.   | Serbien1         | 8             | 9       | 5       |
| 3.   | Russland / UdSSR | 5             | 3       | 3       |
| 4.   | Italien          | 3             | 2       | 7       |
| 5.   | Deutschland2     | 2             | 4       | 3       |
| 6.   | Kroatien         | 2             | 3       | 1       |
| 7.   | Spanien          | 1             | 2       | 4       |
| 8.   | Montenegro       | 1             | 2       | 1       |
| 9.   | Niederlande      | 1             | -       | 1       |
| 10.  | Schweden         | -             | 3       | -       |
| 11.  | Frankreich       | -             | 1       | -       |
| 12.  | Belgien          | -             | -       | 3       |
| 13.  | Österreich       | -             | -       | 1       |

1 einschließlich Sozialistische Föderative Republik Jugoslawien (bis 1992), Serbien und Montenegro, Serbien,

2 einschließlich Bundesrepublik Deutschland, DDR, Deutsches Reich

## Europameisterschaften der Frauen
| Jahr | Austragungsort                   | Gold        | Silber       | Bronze                     |
| ---- | -------------------------------- | ----------- | ------------ | -------------------------- |
| 1985 | Oslo, Norwegen                   | Niederlande | Ungarn       | Bundesrepublik Deutschland |
| 1987 | Straßburg, Frankreich            | Niederlande | Ungarn       | Frankreich                 |
| 1989 | Bonn, Bundesrepublik Deutschland | Niederlande | Ungarn       | Frankreich                 |
| 1991 | Athen, Griechenland              | Ungarn      | Niederlande  | Italien                    |
| 1993 | Leeds, England                   | Niederlande | Russland     | Ungarn                     |
| 1995 | Wien, Österreich                 | Italien     | Ungarn       | Niederlande                |
| 1997 | Sevilla, Spanien                 | Italien     | Russland     | Niederlande                |
| 1999 | Prato, Italien                   | Italien     | Niederlande  | Russland                   |
| 2001 | Budapest, Ungarn                 | Ungarn      | Italien      | Russland                   |
| 2003 | Ljubljana, Slowenien             | Italien     | Ungarn       | Russland                   |
| 2006 | Belgrad, Serbien                 | Russland    | Italien      | Ungarn                     |
| 2008 | Málaga, Spanien                  | Russland    | Spanien      | Ungarn                     |
| 2010 | Zagreb, Kroatien                 | Russland    | Griechenland | Niederlande                |
| 2012 | Eindhoven, Niederlande           | Italien     | Griechenland | Ungarn                     |
| 2014 | Budapest, Ungarn                 | Spanien     | Niederlande  | Ungarn                     |
| 2016 | Belgrad, Serbien                 | Ungarn      | Niederlande  | Italien                    |
| 2018 | Barcelona, Spanien               | Niederlande | Griechenland | Spanien                    |
| 2020 | Budapest, Ungarn                 | Spanien     | Russland     | Ungarn                     |
| 2022 | Split, Kroatien                  | Spanien     | Griechenland | Italien                    |
| 2024 | Eindhoven, Niederlande           | Niederlande | Spanien      | Griechenland               |
| 2026 | Funchal, Portugal                |             |              |                            |

### Rangliste
| Rang | Nation       | Europameister | Zweiter | Dritter |
| ---- | ------------ | ------------- | ------- | ------- |
| 1.   | Niederlande  | 6             | 4       | 3       |
| 2.   | Italien      | 5             | 2       | 3       |
| 3.   | Ungarn       | 3             | 5       | 6       |
| 4.   | Russland     | 3             | 3       | 3       |
| 5.   | Spanien      | 3             | 2       | 1       |
| 6.   | Griechenland | -             | 4       | 1       |
| 7.   | Frankreich   | -             | -       | 2       |
| 8.   | Deutschland1 | -             | -       | 1       |

1 einschließlich Bundesrepublik Deutschland